# 神奈川県道65号厚木愛川津久井線
神奈川県道65号厚木愛川津久井線（かながわけんどう65ごう あつぎあいかわつくいせん）は、厚木市から相模原市に至る県道（主要地方道）である。

## 概要

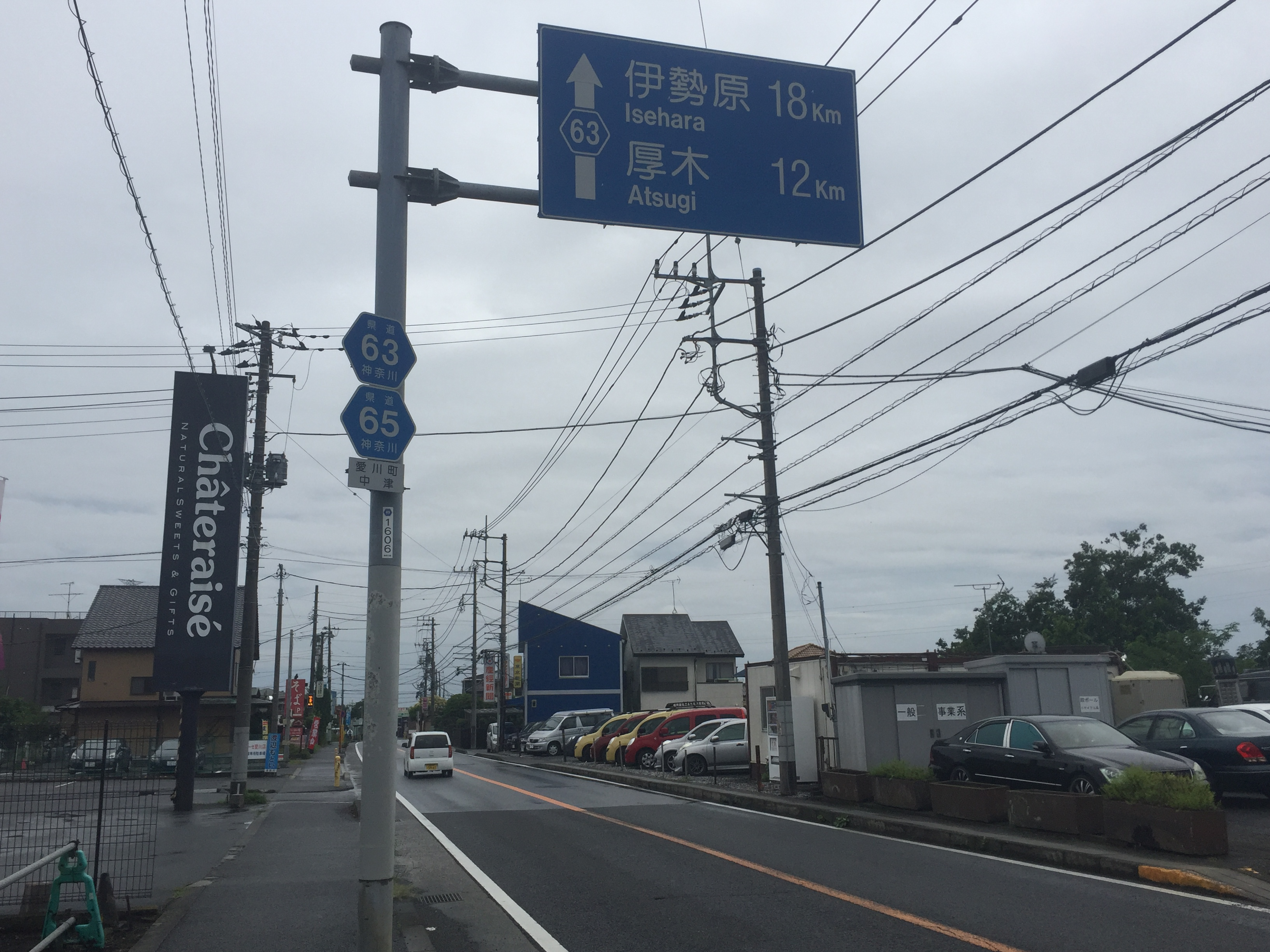
県道63号との重複区間（愛川町中津）

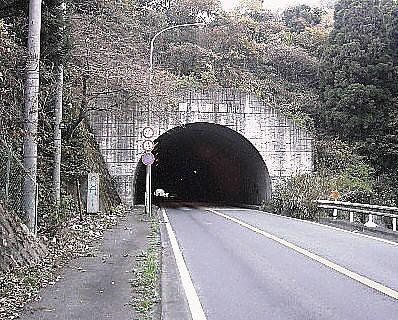
三増トンネル（相模原市緑区・愛川町）

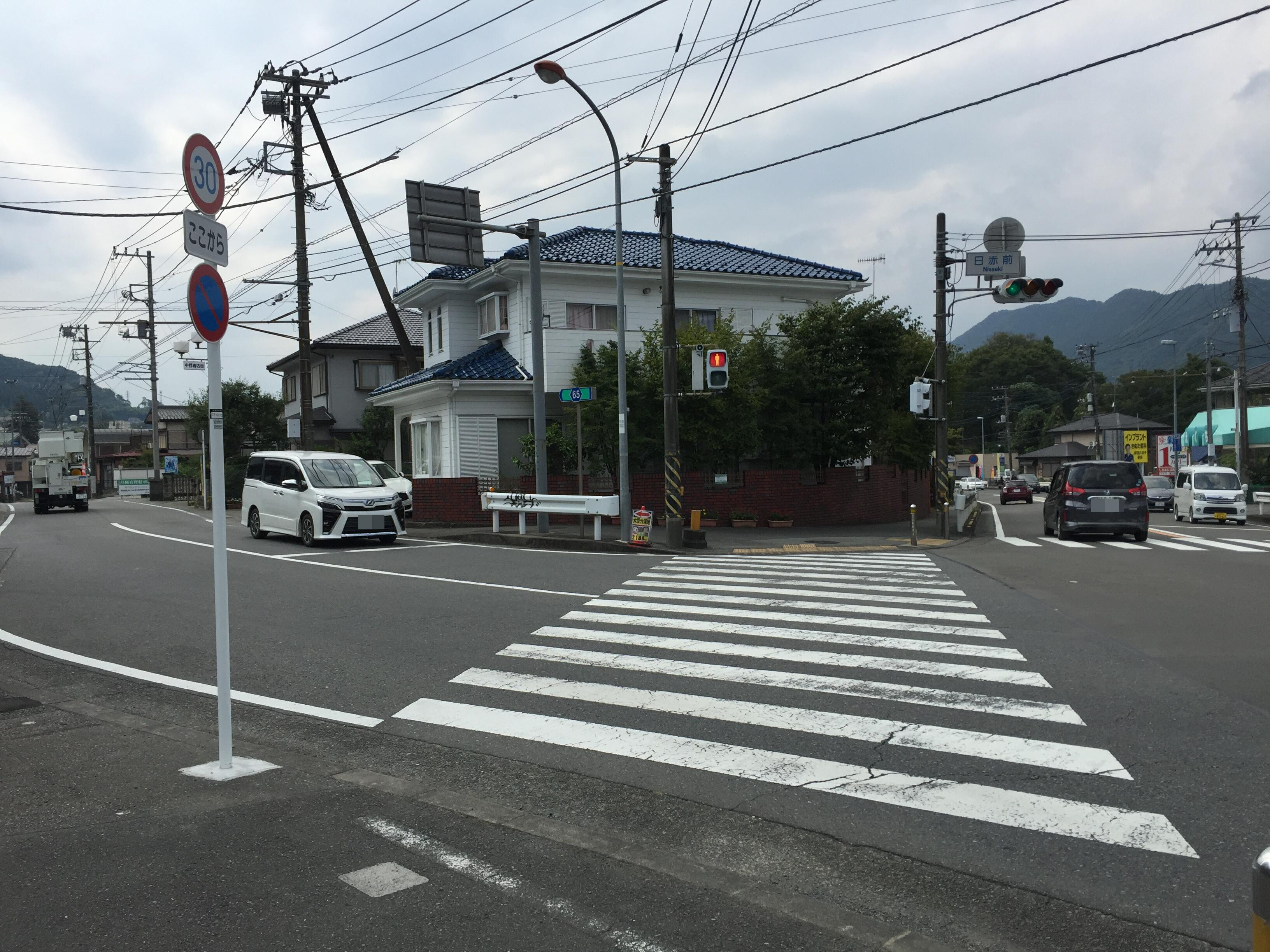
日赤前交差点（相模原市緑区中野）。国道413号から左方向に旧津久井街道（県道65号・県道513号の重複区間）が分岐する。

日赤前交差点 - 大沢交差点は旧津久井街道で、国道413号（津久井 - 橋本）の前身である県道55号（国道昇格で現在は欠番扱い）の旧道である。
- 陸上距離：17.1km
- 起点：神奈川県厚木市山際（国道129号、山際交差点）
- 終点：神奈川県相模原市緑区中野（国道413号、大沢交差点）
- Google マップ

## 歴史
- 1970年（昭和45年）6月16日 - 長雨により愛川町半原真名倉地内で法面が崩壊。崩壊した約130立方メートルの土砂の一部は県道を越えて住宅や工場など3棟が全半壊[1]。

## 重複区間
- 神奈川県道63号相模原大磯線（桜台交差点 - 愛川郵便局入口交差点）
神奈川県愛甲郡愛川町中津（2.5km）
- 神奈川県道510号長竹川尻線（信号無交差点 - 西中野交差点）
神奈川県相模原市緑区根小屋（約60m）
- 国道413号（無名交差点 - 日赤前交差点）
神奈川県相模原市緑区中野（約160m）

## 地理
- 周辺の山
  - 小倉山（神奈川県相模原市）
- 周辺の川
  - 相模川
  - 中津川
  - 栗沢
  - 串川
    - 中野橋（神奈川県相模原市）

  - 尻久保川
    - 根小屋橋（神奈川県相模原市）

  - 大沢川
- 周辺の湖
  - 津久井湖（神奈川県相模原市）
- 峠
  - 三増峠（神奈川県愛甲郡愛川町、相模原市）
- トンネル
  - 三増トンネル（神奈川県愛甲郡愛川町、相模原市）

## 通過する自治体
- 神奈川県
  - 厚木市
  - 愛甲郡愛川町
  - 相模原市(緑区)

## 主な接続路線
- 国道129号（厚木市、山際交差点）
- 神奈川県道63号相模原大磯線（愛甲郡愛川町、桜台交差点 - 愛川郵便局入口交差点）
- 神奈川県道54号相模原愛川線（愛甲郡愛川町、箕輪交差点）
- 神奈川県道510号長竹川尻線（相模原市緑区、信号無交差点 - 西中野交差点）
- 津久井広域道路（相模原市緑区、東金原交差点）
- 国道413号（相模原市緑区、無名交差点 - 日赤前交差点・大沢交差点）